# 58600 Iwamuroonsen
58600 Iwamuroonsen è un asteroide della fascia principale. Scoperto nel 1997, presenta un'orbita caratterizzata da un semiasse maggiore pari a 2,2276143 UA e da un'eccentricità di 0,1817983, inclinata di 1,81748° rispetto all'eclittica.